# Abraham César Lamoureux
Abraham César Lamoureux (født før 1669 i Metz, Frankrig, begravet 17. april 1692 i København) var en franskfødt billedhugger. Han er mest kendt for sit arbejde i Danmark og rytterstatuen af Christian V.
Lamoureux kom fra Sverige og blev ansat som hofbilledhugger ved det danske hof hos Christian V i 1681. Broderen Claude Lamoureux var også billedhugger.
Rytterstatuen af Christian V er Lamoureux` hovedværk og Nordens ældste rytterstatue.
Han er begravet i Trinitatis Kirke.

## Værker
- Hjort (forgyldt blyfigur til springvand, 1682, Frederiksborg, opr. Jægersborg, fjernet i 1771)
- Christian Vs rytterstatue, «Hesten» (forgyldt bly, ca. 1685-88, Kongens Nytorv i København, nu Christian 4.s Bryghus, bronzekopi udført af Einar Utzon-Frank, opst. i 1946)
- Sokkelfigurer til rytterstatuen (fuldført efter Lamoureux` død, antagelig af broderen Claude Lamoureux)
- Portrætrelief af Christian V (marmor, Rosenborgsamlingen).[4]

## Tilskrivninger
- Mars og Hercules (børnefigurer i sten, Grønne Bro ved Rosenborg Have)
- Herkules (blyfigur, Borchs Kollegium)[5]
- Statuette af Christian V (marmor, Gisselfeld).